# Асен
За чланак о бугарској владарској породици, погледајте чланак Асени.
Асен (хол. Assen) је главни град холандске провинције Дренте. По подацима из 2007. у граду је живело 65.000 становника. С обзиром на брзу стопу раста становништва, предвиђа се да ће 2020. у граду живети 80.000 људи.
Историја Асена почиње 1258. када је овде саграђен манастир (Maria in Campis). Званично је место проглашено градом 1809, иако у то време није било веће од села. Тек после Другог светског рата Асен добија на величини и значају.
Град Асен је најпознатији по престижном мотоциклистичком такмичењу које се у околини града организује сваке последње суботе у јуну. То је трка за Велику награду Холандије која се овде непрекидно одржава од 1949.

## Партнерски градови
- Познањ
- Бад Бентхајм